# عمر يارادوا
عمر موسى يارادوا (بالإنجليزية: Umaru Musa Yar'Adua) (16 أغسطس 1951 - 5 مايو 2010 )، رئيس نيجيريا في فترة ما بين 29 مايو 2007 إلى 5 مايو 2010. عمل كحاكم لولاية كاتسينا في شمال نيجيريا في 29 مايو 1999.
كان الرئيس الثالث عشر لنجيريا كما حكم ولاية كاستينا شمال نيجيريا في الفترة ما بين 29 مايو 1999 حتى 28 مايو 2007. أعلن عن فوزه في الإنتخابات النيجيرية الرئاسية المثيرة للجدل في 21 أبريل 2007 وتم تنصيبه في 29 مايو 2007. كان عضوا في حزب الشعب الديمقراطي (PDP). في عام 2009، غادر يارادوا إلى المملكة العربية السعودية لتلقي العلاج من مرض التهاب التامور. عاد إلى نيجيريا في عام 2010، وتوفي في 5 مايو.

## العائلة وفترة الحياة الأولى
ولد يارادوا في عائلة فولانية أرستوقراطية في كاستينا، كان والده وزيرا سابقا في لاغوس إبان فترة الجمهورية الاولى، وشغل منصبا رفيعا في إمارة كاستينا الذي يتمثل في منصب أمين الخزينة وهو المنصب الذي ورثه يارادوا الابن. بدأ تعليمه في مدرسة رفقة الأساسية في عام 1958، ثم تحول إلى أساسية دتسينما الداخلية في عام 1962. التحق بكلية كوفي الحكومية من عام 1965 إلى عام 1969. في عام 1971 تحصل على شهادته الثانوية من كلية باريواكلية باريوا ‏. التحق بجامعة آمادو بيلو بزاريا من عام 1972 إلى 1975 جامعة احمد بيلو في زاريا ، وتحصل على درجة البكالوريوس في التعليم والكيمياء B.Sc. ، ثم عاد مجددا ليتحصل على شهادة الماجستير في التحليل الكيميائي M.Sc. من نفس الجامعة.
تزوج يارادوا من توراي عمر يارادوا في عام 1975، ولديهما سبعة أولاد (خمسة بنات وابنان). ابنتهما زينب متزوجة من حاكم ولاية كيبي ولاية كبي عثمان سعيد ناسامو داكينقاري Usman Saidu Nasamu Dakingari. وابنتهم نفيسة متزوجة من حاكم ولاية باوشي ولاية باوشي عيسى يوقوداIsa Yuguda. يارادوا كان متزوجا من زوجة ثانية اسمها حواء عمر رضى ما بين 1992 إلى 1987. ولهما طفلان.

## حياة مهنية
أول وظيفة استلمها كانت في كلية الطفل المقدّس في مدينة لاجوس عام 1975 إلى 1976 بعد ذلك خدم كمعلم في كلية كاتسينا للإعلام والعلوم والتكنولوجيا في مدينة زاريا في أوساط 1976 إلى 1979. عام 1979 بدأ العمل كمحاضر في كاتينا للإعلام والرسوم وبقي في منصبه حتى عام 1983 , ولاحقا عمل كمحاضر في كلية الفنون والعلوم والتكنولوجيا في زاريا، ولاية كادونا ما بين 1976 إلى 1979. في عام 1979 بدأ العمل كمحاضر في كلية العلوم وبقى في هذا المنصب إلى عام 1983، عندما بدأ العمل في مجال الشركات. يارادوا عمل في مزارع سمبو المحدودة في فنتونا، ولاية كاستينا، كمدير عام لها ما بين عامي 1983-1989 وخدم كعضو مجلس إدارة في شركة مزارع ولاية كاستينا الداعمة بين عامي 1984 - 1985، وعضو المجلس الحكومي لكلية كاستينا للعلوم والفنون والتكنولوجيا زاريا وكاستينا ما بين عامي 1978 - 1983، رئيس مجلس إدارة شركة كاستينا للإستثمار والتطوير ما بين 1994 - 1996. وخدم كموجه في العديد من الشركات من ضمنها بنك حبيب نيجيريا المحدود، 1995 - 1999؛ لودجياني نيجيريا المحدودة، 1983 - 99؛ ومادارا المحدودة 1987- 99.

## روابط خارجية
- عمر يارادوا على موقع الموسوعة البريطانية (الإنجليزية)
- عمر يارادوا على موقع مونزينجر (الألمانية)
- عمر يارادوا على موقع إن إن دي بي (الإنجليزية)